# Podworańce (gmina Suderwa)
Podworańce (lit. Padvariai; hist.: pol. Podworzańce, lit. Rastinėnų Padvariai) – wieś na Litwie, w okręgu wileńskim, w rejonie wileńskim, w gminie Suderwa.

## Historia
W dwudziestoleciu międzywojennym kolonia leżąca w Polsce, w województwie wileńskim, w powiecie wileńsko-trockim, w gminie Mejszagoła. W 1931 miejscowość liczyła 45 mieszkańców, zamieszkałych w 9 budynkach.
Po II wojnie światowej w granicach Związku Sowieckiego. Od 1991 na niepodległej Litwie.